# Síndrome de Patau

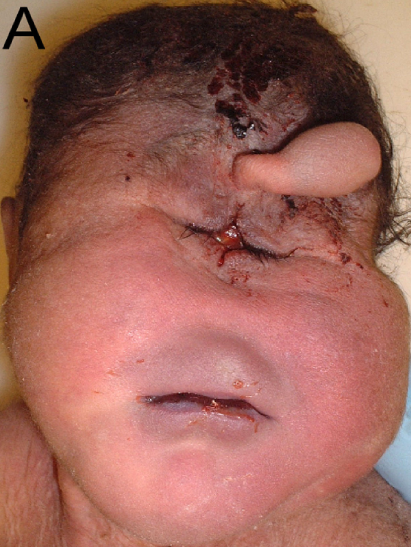
Feto de 39 semanas con síndrome de Patau.

El síndrome de Patau, también conocido como trisomía D o síndrome de Bartholin-Patau, es una enfermedad genética que resulta de la presencia de un cromosoma 13 suplementario.  
Este síndrome es la trisomía reportada menos frecuente en la especie humana. Fue registrado por primera vez por Thomas Bartholin en 1657, pero no fue hasta 1960 cuando la describió el Dr. Klaus Patau. Los afectados por dicho síndrome mueren poco tiempo después de nacer debido a las malformaciones de su cuerpo y su único ojo como un ciclope, la mayoría a los 3 meses o 5 meses, y como mucho llegan al año. Se cree que entre el 80-90 % de los fetos con el síndrome no llegan a término. Los fetos afectados de trisomía 13 presentan anomalías múltiples que pueden ser detectadas antenatalmente por medio de la ecografía, el diagnóstico se confirma a través de amniocentesis o vellosidades coriónicas.

## Causas genéticas y prevalencia
La mayoría de los casos de síndrome de Patau se deben a una trisomía del cromosoma 13 (consecuencia de un error en la disyunción meiótica, principalmente en el gameto materno). Aproximadamente de un 20% de casos se deben a la translocaciones, siendo la t(13q14) la más frecuente. Sólo un 5 % de dichas translocaciones es heredada de uno de los progenitores. En el caso de la translocación, aunque los padres estén sanos tienen posibilidad de pasar la enfermedad a su descendencia. Los mosaicos representan el 5 % de los casos de trisomía 13, consecuente a daños en extremidades corporales.

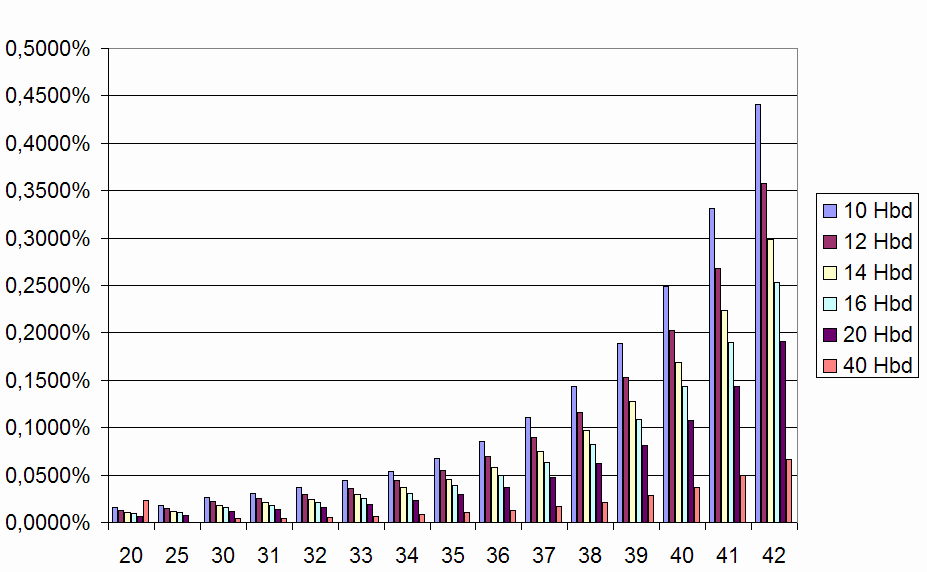
Gráfica en la que se muestra el aumento del riesgo de tener un hijo con síndrome de Patau con la edad de la madre.

La prevalencia de la trisomía 13 es de aproximadamente 1:12 000 nacidos vivos, aumentando probabilidad de engendrar un hijo con dicha trisomía cuanto mayor edad tiene la madre. El riesgo de recurrencia (de tener un segundo hijo con síndrome de Patau) es bastante baja - en el caso de que ningún padre presente la translocación, la probabilidad es menor al 1 % (lo cual resulta incluso menor que el riesgo de recurrencia del síndrome de Down).

## Signos clínicos
El feto presenta un retraso en el desarrollo y uno o varios de los siguientes signos:
- Anomalías en el sistema nervioso
  - Holoprosencefalia
  - Discapacidad intelectual
  - Dilatación de la bifurcación ventricular
  - Alargamiento del surco posterior

- Anomalías cardíacas
  - Ducto arterioso persistente
  - Comunicación interventricular
  - Displasia valvular
  - Tetralogía de Fallot
- Anomalías de miembros
  - Polidactilia
  - Pie valgo
- Anomalías en abdomen
  - Onfalocele
  - Extrofia vesical
- Hipotonía muscular
- Anomalías de la cara
  - Labio leporino / paladar hendido
  - Ciclopía

## Tipos
Dependiendo de la cantidad de células trisómicas hay 3 tipos:
- Total: presencia de un tercer cromosoma en el par 13 en todas las células del cuerpo.
- Mosaicismo por trisomía 13: presencia de un cromosoma extra en el par 13 en algunas células. Constituye solo el 5 por ciento de los casos de trisomía 13.
- Trisomía parcial: Se trata de la presencia de solo una parte adicional del cromosoma 13 en las células.

## Tratamiento
El tratamiento de los síntomas casi siempre es personalizado. Se basa, sobre todo, en el tratamiento de las anomalías físicas que presenta el niño al nacer. Aun así, los recién nacidos con la trisomía 13 suelen precisar de asistencia médica desde el mismo momento de su nacimiento, ya que en 2 de cada 3 casos obtienen puntuaciones inferiores a 7 en el test de dd al primer minuto, descendiendo a los cinco minutos de vida. Debido a que las anomalías cardiacas representan la causa principal de mortalidad en los pacientes con síndrome de Patau (no suelen pasar las semanas de vida), existe un dilema ético sobre si la reparación quirúrgica de dicho sistema está indicada, teniendo en cuenta la paupérrima prognosis de la condición del feto. Los padres deben, por su parte, conocer determinados cuidados que tendrán que llevar a cabo en los hijos con el síndrome, ya que pueden ser de importancia vital para la supervivencia de los mismos.

## Pronóstico
Como se ha citado anteriormente, los recién nacidos con síndrome de Patau no suelen pasar los primeros días y/o semanas de vida, siendo el promedio 2,5 días, ya que presentan numerosas alteraciones graves que imposibilitan la supervivencia. De entre estos, más del 80% de los niños Patau mueren en su primer año de vida. La supervivencia de los casos con translocación es superior a la de la trisomía regular. Los que sobreviven tienen graves problemas físicos y cognitivos. En caso de mosaicos el cuadro malformativo suele ser menos grave y el pronóstico es mejor.